# Widłaczek

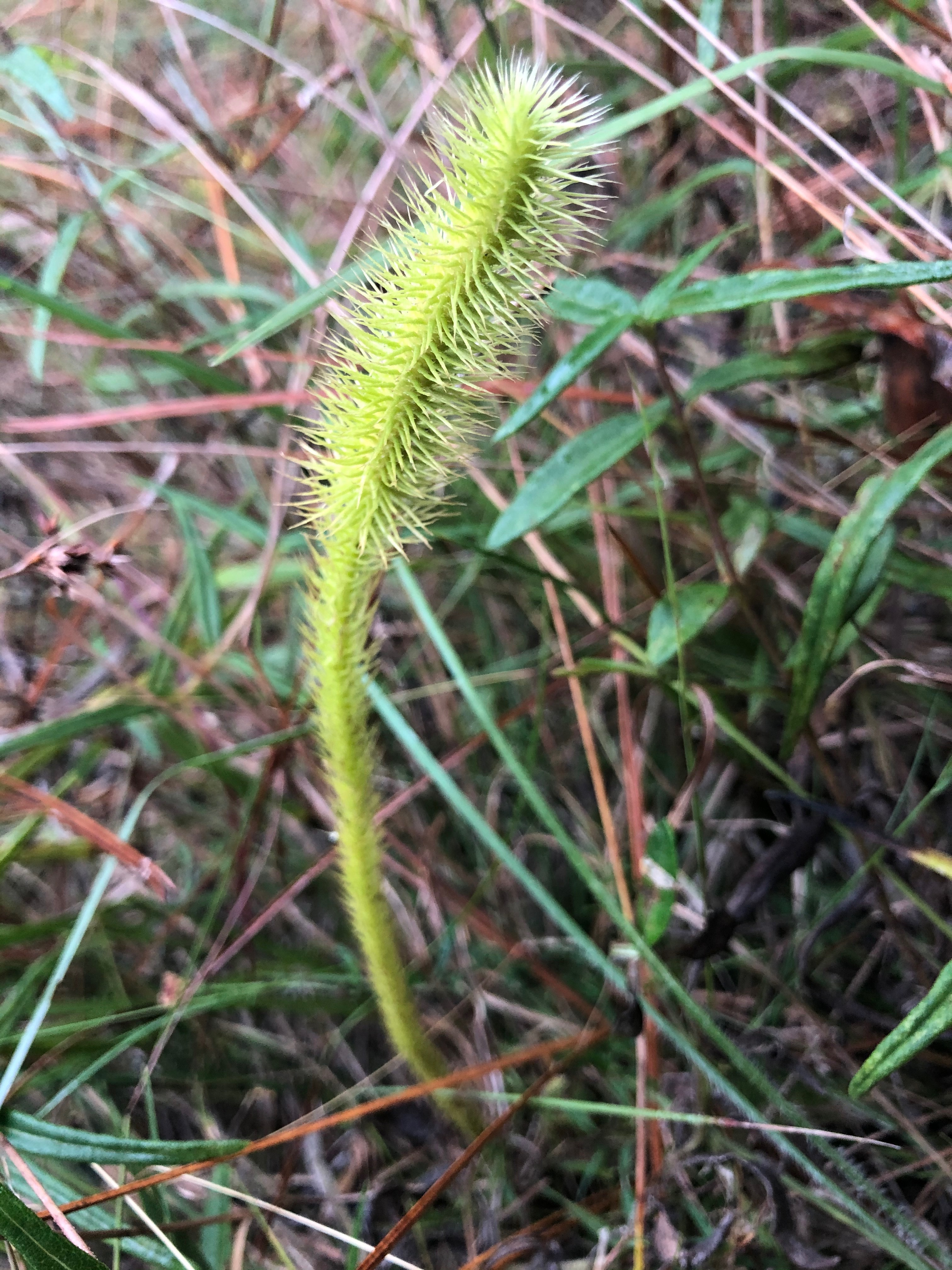
Lycopodiella alopecuroides

Widłaczek (Lycopodiella) – rodzaj roślin należący do rodziny widłakowatych. Obejmuje od ok. 40 gatunków w szerokim ujęciu do około 10, 13 lub 15 w wąskim ujęciu. Rośliny te występują w strefie okołobiegunowej i klimatu umiarkowanego na półkuli północnej sięgając także strefy międzyzwrotnikowej na kontynentach amerykańskich, w Australii i Oceanii. W Polsce rośnie jeden gatunek, zarazem typowy dla rodzaju – widłaczek torfowy L. inundata. Wszystkie gatunki tu zaliczane są roślinami naziemnymi, związanymi z siedliskami wilgotnymi.
Naukowa nazwa rodzaju (podobnie jak zwyczajowa) utworzona została od nazwy spokrewnionego rodzaju – widłak Lycopodium poprzez dodanie zdrabniającego przyrostka -ella.

## Morfologia
PokrójPędy naziemne płożące – ścielące się ściśle przylegając do wilgotnego podłoża lub łukowato wznoszące się i opadające, korzeniące się w miejscach styku z ziemią. Z pędu płożącego wyrastają pojedyncze, nierozgałęziające się pędy wzniesione zwieńczone pojedynczym kłosem zarodnionośnym, wyraźnie różnym od niższego odcinka pędu (zawsze ulistnionego) lub słabo od niego zróżnicowanym. U roślin z tego rodzaju nie wykształcają się rozmnóżki.
Liście (mikrofile)Wyrastają skrętolegle i nie są ułożone wzdłuż pędu w rzędach, nie są też zróżnicowane morfologicznie poza zwykle dłuższymi liśćmi (sporofilami) w obrębie kłosa zarodnionośnego. Mają kształt równowąsko-lancetowaty, na brzegu zwykle z nielicznymi ząbkami.
ZarodnieKuliste, w kątach sporofili tworzących pojedynczy kłos zarodnionośny. Okryte są nierównymi fałdami i ukryte są przez nasady sporofili, które odsłaniają je dopiero po ich dojrzeniu. Liście w obrębie kłosa (sporofile) wyrastają w 10 lub większej liczbie rzędów i są zwykle dłuższe od liści wegetatywnych (trofofili). Młode kłosy zarodnionośne słabo różnią się od pędów wegetatywnych – wyraźniej odznaczają się, gdy dojrzewają zarodniki w zarodniach. Zarodniki są prawie kuliste, z siatkowatą rzeźbą powierzchni.
GametofitFotosyntezujący (zielony), o kształcie spłaszczonej kuli, rozwija się na powierzchni gleby.

## Systematyka
Pierwotnie rośliny tu zaliczane, jak wszystkie współczesne widłakowate, włączane były do jednego rodzaju – widłak Lycopodium. W 1887 został wyodrębniony podrodzaj Lycopodium subgen. Lepidotis obejmujący gatunki zaliczane do Lycopodiella sensu lato. Na samym początku XX wieku rośliny te były opisywane jako sekcje Inundata i Cernua oraz podrodzaje Inundatostachys, Cernuostachys i Lateristachys. Werner Rothmaler w 1944 wyróżnił w randze osobnego rodzaju Lepidotis Beauv., co przyjęte zostało w 1964 we Flora Europaea. W tym samym roku Josef Holub przeniósł ten rodzaj pod nazwę Lycopodiella (L.) Holub. Rodzaj był do początków XXI wieku zwykle szeroko ujmowany – liczył ok. 40 gatunków występujących na półkuli północnej i w strefie międzyzwrotnikowej, z centrum zróżnicowania w Ameryce Południowej, choć kilku autorów proponowało wydzielenie osobnych rodzajów (Palhinhaea, Pseudolycopodiella i Lateristachys). Dzielony był jednak zwykle tylko na cztery sekcje zgodnie z propozycjami Øllgaarda (Lycopodiella sec. Lycopodiella; L. sec. Caroliniana (Bruce) B. Øllgaard; L. sec. Campylostachys (K. Müller) B. Øllgaard, L. sec. Lateristachys (Holub) B. Øllgaard.). Na przełomie XX i XXI wieku kształtował się podział rodziny widłakowatych na trzy podrodziny, z których jedna – Lycopodielloideae W.H.Wagner & Beitel ex B.Øllg., 2015 (pierwotnie zaproponowana w 1992) objęła rodzaj Lycopodiella sensu lato. Po podniesieniu rodzaju do rangi podrodziny dawne sekcje uznano za osobne rodzaje. Ostatecznie w systemie PPG I z 2016 roku przyjęto podział Lycopodiella sensu lato na cztery rodzaje, z których Lycopodiella odpowiada dawnej sekcji L. sect. Lycopodiella (syn. L. sect. Inundata) i obejmuje od 10 do 15 gatunków (pozostałe rodzaje wyodrębnione z Lycopodiella to: Lateristachys, Palhinhaea i Pseudolycopodiella). 
Gatunki w obrębie rodzaju Lycopodiella sensu stricto krzyżują się, w tym dając także mieszańce płodne (w przypadku takiej samej ploidalności taksonów rodzicielskich).
Wykaz gatunków
(wąskie ujęcie zgodne z systemem PPGI z 2016): 
- Lycopodiella alopecuroides (L.) Cranfill
- Lycopodiella andicola B.Øllg.
- Lycopodiella appressa (Chapm.) Cranfill
- Lycopodiella duseniana (B.Øllg. & P.G.Windisch) B.Øllg.
- Lycopodiella geometra B.Øllg. & P.G.Windisch
- Lycopodiella hydrophila (Alderw.) P.J.Edwards
- Lycopodiella inundata (L.) Holub – widłaczek torfowy
- Lycopodiella limosa Chinnock
- Lycopodiella margueritae J.G.Bruce
- Lycopodiella prostrata (R.M.Harper) Cranfill
- Lycopodiella raiateensis (J.W.Moore) comb. ined.
- Lycopodiella subappressa J.G.Bruce, W.H.Wagner & Beitel
- Lycopodiella tupiana (B.Øllg. & P.G.Windisch) B.Øllg.